# Малобеловский сельсовет
Малобеловский сельсовет — упразднённые административно-территориальная единица и муниципальное образование со статусом сельского поселенияв составе Юргамышского района Курганской области.
Административный центр — село Малое Белое.

## История
В соответствии с Законом Курганской области от 6 июля 2004 года № 419 сельсовет наделён статусом сельского поселения.
Законом Курганской области от 4 декабря 2018 года N 154, Малобеловский и Фадюшинский сельсоветы были упразднены, а их территории с 17 декабря 2018 года включены в состав Кислянского сельсовета.

## Население
| 1989 | 2002 | 2004 | 2010 | 2012 | 2013 | 2014 |
| ---- | ---- | ---- | ---- | ---- | ---- | ---- |
| 984  | ↘822 | ↗844 | ↘645 | ↘640 | ↘617 | ↘604 |
| 2015 | 2016 | 2017 | 2018 | 2019 |      |      |
| ↘603 | ↗607 | ↗613 | ↘602 | ↘593 |      |      |

## Состав сельсовета
| № | Населённый пункт | Тип населённого пункта       | Население |
| - | ---------------- | ---------------------------- | --------- |
| 1 | Колупаевка       | деревня                      | ↘124      |
| 2 | Малобеловодский  | посёлок                      | ↘69       |
| 3 | Малое Белое      | село, административный центр | ↘356      |
| 4 | Пичевка          | деревня                      | ↘36       |
| 5 | Щучье            | деревня                      | ↘60       |